# رونالد سورينسن
رونالد سورينسن (بالهولندية: Ronald Sørensen)‏ هو نقابي ومؤرخ وسياسي هولندي، ولد في 4 مايو 1947 في روتردام في هولندا. حزبياً، نشط في حزب من أجل الحرية. وقد انتخب عضو مجلس الشيوخ في هولندا.